# 宮世琉弥
宮世 琉弥（みやせ りゅうび、2004年〈平成16年〉1月22日 - ）は、日本の俳優、シンガーソングライター。宮城県石巻市出身。スターダストプロモーション制作3部所属。

## 略歴
小学校5年生の時、ショッピングモールでスカウトされた。その後、スターダストプロモーションの仙台営業所に所属し、EBiDANの研究生としてEBiDAN SENDAIで活動。研究生の選抜プロジェクトであるBATTLE BOYS1st全国選抜に選ばれるなどの活躍を見せていた。
2018年8月28日に新メンバーとしてM!LKに加入した。2019年、苗字の公募を行い、2月14日、出身地である宮城から世界へ羽ばたけるようにという願いを込めた「宮世」とすることが発表された。同日、公式Instagramが開設された。
2020年1月31日、俳優業への専念のためM!LKを卒業した。
2023年11月21日にアパレルブランド「but real」の立ち上げとリリースを発表した。
2024年2月28日にシンガーソングライター「Ryubi Miyase」として、ソニー・ミュージックレコーズよりデジタルシングル『Ms.Playlist』でメジャーデビューした。3月15日に映画『恋わずらいのエリー』にて、近江章役で映画初主演を務めた。7月16日、女性ファッション誌『ViVi』の人気投票企画「2024年上半期 ViVi国宝級イケメンランキング」NEXT部門で1位を獲得した。10月1日、テレビドラマ『スノードロップの初恋』にて、片岡朔弥役で、連続ドラマ初主演を務めた。12月3日、みやぎ絆大使に就任した。
2025年3月7日、映画『顔だけじゃ好きになりません』にて、宇郷奏人役で、映画初単独主演を務めた。
2025年6月5日に開幕した『バレーボールネーションズリーグ2025』で、TBSバレーボールの応援サポーターを務めた。

## 人物
- 趣味は映画鑑賞・ファッション巡り、特技はカメラ・ギター・歌唱・球技[4]。憧れの俳優は北村匠海と菅田将暉[22]。好きな音楽は、THE BLUE HEARTS、BLANKEY JET CITY、浜田省吾、ボブ・ディラン、ニルヴァーナなど[23]。よく見る映画は黒澤明監督作品。特に好きなのは『七人の侍』と『蜘蛛巣城』[23]。
- 小学生の頃に料理教室に通っていた[24]。好きな食べ物はいちごタルト[25]。
- 両親と妹3人の6人家族[26]。長妹はアイドルグループいぎなり東北産のメンバー伊達花彩[3]。実家ではカメレオン2匹・モモンガ1匹・犬3匹・亀1匹を飼っている[26]。
- 「琉弥」という名前は本名であり、三国志好きな父親が劉備を由来として名付けた[27]。
- 所属していたM!LKのファンの総称が「み！るきーず」であったことから、自身のファンのことを「りゅびーず」と呼んでいる[28]。
- 東日本大震災の際、津波で自宅を失う。宮城県東松島市立浜市小学校（平成25年3月末閉校。小野小学校と統合し鳴瀬桜華小学校）に通っており母親と車で避難途中に車ごと津波に流されたが、山の斜面に引っ掛かり車を出て山に登り助かった[29]。被災者の一人として東日本大震災を扱った作品に携わりたいという願望を持っている[6][30]。
- 2015年に女川町で行われた復幸祭にて[31]ももいろクローバーZ、特に百田夏菜子のパフォーマンスに感銘を受けて芸能活動に興味を持った[6][32]。尊敬する百田と共演することが目標[33]。

## 受賞歴
2023年
- 第6回スニーカーベストドレッサー賞 俳優部門

2024年
- 「2024年上半期 ViVi国宝級イケメンランキング」NEXT部門1位

## 出演
役名の太字は主演作品。

### テレビドラマ
- パーフェクトワールド 第1話（2019年4月16日、関西テレビ・フジテレビ） - 是枝洋貴（幼少期） 役
- ねぇ先生、知らないの?（2019年12月5日 - 2020年1月17日、MBS） - 小井沼 役[35]
- レンタルなんもしない人 第10話（2020年9月17日、テレビ東京） - 関達哉 役
- 恋する母たち（2020年10月23日 - 12月18日、TBS） - 蒲原繁秋 役[36]
- 第7回ドラマ甲子園 大賞受賞作品『言の葉』（2020年10月31日、フジテレビTWO） - 木村武史 役[37]
- あのコの夢を見たんです。 第6話（2020年11月7日、テレビ東京） - 阿部智也 役
- 青のSP―学校内警察・嶋田隆平―（2021年1月12日 - 3月16日、関西テレビ・フジテレビ） - 佐々木悠馬 役[38]
- FAKE MOTION –たったひとつの願い-（2021年1月20日 - 3月11日、日本テレビ） - 三木蘭丸 役[39]
- 珈琲いかがでしょう 第6話 - 第8話（2021年5月10日 - 24日、テレビ東京） - ぼっちゃん 役[40]
- ナイト・ドクター（2021年6月21日 - 9月13日、フジテレビ） - 岡本勇馬 役[41]
- ほんとにあった怖い話 2021特別編『或る学校の七不思議』（2021年10月23日、フジテレビ） - 森山諒 役[42]
- もしも、イケメンだけの高校があったら（2022年1月15日 - 3月19日、テレビ朝日） - 柳一星 役[43][44]
- 村井の恋（2022年4月6日 - 5月25日、TBS） - 村井 / 春夏秋冬 役[45]
- 理想ノカレシ 第1話（2022年6月1日、TBS） - 村井 役[46]
- 闇金ウシジマくん外伝 闇金サイハラさん（2022年9月21日 - 12月28日、MBS・TBS） - 硲悠斗 役[47]
- 君の花になる（2022年10月18日 - 12月20日、TBS） - 成瀬大二郎 役[48][49]
- イチケイのカラス スペシャル（2023年1月14日、フジテレビ）  - 四宮陽一 役[50]
- ホスト相続しちゃいました（2023年4月18日 - 7月4日、関西テレビ・フジテレビ） - 夜空流星 役[51][52]
- CODE-願いの代償- 第1話（2023年7月2日、読売テレビ・日本テレビ） - 仲川悟 役[53]
- THE MYSTERY DAY〜有名人連続失踪事件の謎を追え〜（2023年10月7日、日本テレビ） - 祐司 役[54]
- パリピ孔明 第3話 - 最終話（2023年10月11日 - 11月29日、フジテレビ） - KABE太人 役[55][56]
- くるり〜誰が私と恋をした?〜（2024年4月9日 - 6月18日、TBS） - 板垣律 役[57][58]
- スノードロップの初恋（2024年10月1日 - 12月17日、関西テレビ・フジテレビ） - 主演・片岡朔弥 役[17]
- 問題物件（2025年1月15日 - 3月26日、フジテレビ） - 大島雅弘 役[59]
- 告知事項あり。〜その事故物件で起きること〜（2025年3月7日・3月14日、フジテレビ） - 大島雅弘 役[60]
- いつか、ヒーロー（2025年4月6日 - 6月1日、朝日放送テレビ・テレビ朝日） - 氷室海斗 / 渋谷勇気 役[61][62]

### 映画
- 夏の夜空と秋の夕日と冬の朝と春の風「ナツヨゾラ」（2019年10月25日） - 小杉亘 役
- 渇水（2023年6月2日） - 今西 役[63]
- 映画 マイホームヒーロー（2024年3月8日） - 大沢隼人 役[64]
- 恋わずらいのエリー（2024年3月15日） - 主演・近江章 役（原菜乃華とダブル主演）[65]
- 映画 おいハンサム!!（2024年6月21日） - たかお 役[66]
- アンダーニンジャ（2025年1月24日） - 蜂谷紫音 役[67]
- 遺書、公開。（2025年1月31日） - 千蔭清一 役[68][69]
- 顔だけじゃ好きになりません（2025年3月7日） - 主演・宇郷奏人 役[19]
- 女神降臨 - 葉山楓 役[70]
  - 女神降臨 Before 高校デビュー編（2025年3月20日）
  - 女神降臨 After プロポーズ編（2025年5月1日）
- パリピ孔明 THE MOVIE（2025年4月25日） - KABE太人 役[71]

### 吹き替え
- ミュータント・タートルズ:ミュータント・パニック！（2023年9月22日） - レオナルド 役（ニコラス・カントゥ）[72]

### 配信ドラマ
- Poolside Destiny - 廃校って運命ですか?（2019年4月24日 - 6月26日、SEA BREEZE公式YouTubeチャンネル） - 宮世健太 役
- 恋する男たち 第4話（2020年11月20日、Paravi） - 蒲原繁秋 役[73]
- 僕らが殺した、最愛のキミ（2021年9月17日 - 10月8日、TELASA） - 中村薫 役[74]
- イケメン道〜美南学園物語〜（2022年1月15日 - 3月19日、TELASA） - 柳一星 役[75]
- 恋愛バトルロワイヤル（2024年8月29日、Netflix） - 真木陵悟 役[76]
- 告知事項あり。〜その事故物件で起きること〜 オリジナルストーリー「204号室」（2025年3月8日・15日、TVer） - 大島雅弘 役[77]
- いつか、ヒーロー〜氷室海斗の秘密〜（2025年5月4日・11日、TVer） - 主演・氷室海斗 役[78]

### バラエティ
- 痛快TVスカッとジャパン（フジテレビ）
  - 有名人投稿 スカッとした体験談「いじめられっ子が奇跡の大逆転」（2019年1月28日）- いじめっ子 役
  - ウソのようなホントの話スカッと「熱血コーチVSモンスター部員」（2019年11月25日） - 広瀬翔太 役

### 情報番組
- めざましテレビ（2021年6月8日・15日・22日・28日、フジテレビ） - マンスリーエンタメプレゼンター[79]
- ZIP!「宮世琉弥のCINEMA ACADEMY」（2023年4月7日 - 、日本テレビ）[80]

### 報道特別番組
- 東日本大震災12年 Nスタ つなぐ、つながるSP "いのち"（2023年3月11日、TBS）[81]

### ラジオ番組
- SCHOOL OF LOCK!『宮世 LOCKS!』（2024年4月3日 - 、TOKYO FM） - 水曜講師[82]

### CM
- ファイントゥデイ「シーブリーズ」
  - 「デオ&ウォーター 写真のキョリ」篇（2020年）[83]
  - 「忘れ物」篇（2020年） - WebCM
  - 「電話する2人」篇（2020年） - WebCM
  - 「なんでもダブル」篇（2021年） - WebCM
  - 「近くの南極」篇（2021年） - WebCM
  - 「事前に」篇（2021年） - WebCM
  - 「ど青春オムニバス」篇（2021年） - WebCM
- アサヒ飲料「カルピス」
  - 「打ちあがれ初恋花火 - 初恋のあなたへ」篇（2020年） - WebCM
- 日本赤十字社 献血推進プロジェクト「いこう!献血 学生」篇（2021年） - 学生時代のぺこぱ（シュウペイ） 役[84]
- 映画「ショップリフターズ・オブ・ザ・ワールド」予告（2021年11月11日公開） - WebCMナレーション[85]
- 日本マクドナルド マックフルーリー® 小枝™&超 オレオ® クッキー「甘い冬」篇（2023年）[86]
- シャープ「Plasmacluster Beauty」（2023年 - ） - アンバサダー[87][88]
- ブルボン「ひとくちルマンド」
  - 「ひとくちルマンドデビュー」篇 「キャッチボール」篇（2023年）[89]
  - 「カフェ・ド・ルマンド春」篇（2023年）[90]
  - 「ルマンドパーティー」篇（2024年）[91]
  - 「ひと味ちがう、ひとくち。」（2025年）[92]
- アイリスオーヤマ「CRYSTAL SPARK」
  - 「新しいカンパイの結末」篇（2024年）[93]
  - 「香り、ラムネ。味、オトナ。」篇（2025年）[94][95]
- アリナミン製薬「ベンザブロックプレミアム」（2024年）
  - 「あなたのかぜに選べる」篇[96]
- 任天堂
  - 「スーパー マリオパーティ ジャンボリー」（2024年）[97]
  - 「スーパー マリオパーティ ジャンボリー Nintendo Switch 2 Edition + ジャンボリーTV」（2025年）[98]
- LACOSTE×マーション ジャパン「LACOSTE EYEWEAR」（2024年） - アンバサダー[99]
- 洋服の青山「AOYAMAなら大丈夫」篇（2025年）[100]

### ミュージックビデオ
- みゆな「くちなしの言葉」（2019年）[101]
- 井上苑子「近づく恋」（2020年）
- 門脇更紗「トリハダ」（2021年）[102]
- 絢香「キンモクセイ」（2021年）[103]
- HANDSIGN「どうやって想い伝えようか」（2022年）[104]

### モデル
- FLARUNÉ アンバサダー（2022年 - 2023年）[105]
- WIND AND SEA×NBA（2023年）[106]
- 閃光ライオット2023 応援アンバサダー（2023年）[107]
- グライド・エンタープライズ LULULUN アンバサダー（2023年 - 2024年）[108]

### ファッションショー
- Tokyo Virtual Runway Live by GirlsAward vol.1（2020年6月27日、ABEMA独占生配信）
- 東京ガールズコレクション
  - TOKYO GIRLS COLLECTION 2020 AUTUMN/WINTER（2020年9月5日）
  - TOKYO GIRLS COLLECTION 2021 SPRING/SUMMER（2021年2月28日）[109]
  - TOKYO GIRLS COLLECTION 2021 AUTUMN/WINTER（2021年9月4日）[110]
  - TOKYO GIRLS COLLECTION KITAKYUSHU 2022（2022年11月19日）[111]
  - TOKYO GIRLS COLLECTION WAKAYAMA 2023（2023年2月11日）[112]
  - TOKYO GIRLS COLLECTION KITAKYUSHU 2023（2023年10月7日）[113]
  - TOKYO GIRLS COLLECTION 2024 SPRING/SUMMER（2024年3月2日）[114]
  - TOKYO GIRLS COLLECTION KITAKYUSHU 2024（2024年10月12日）[115]
  - TOKYO GIRLS COLLECTION 2025 AUTUMN/WINTER（2025年9月6日開催予定）[116]
- GirlsAward
  - Rakuten GirlsAward 2022 SPRING/SUMMER（2022年5月14日）[117]
  - Rakuten GirlsAward 2022 AUTUMN/WINTER（2022年10月8日）[118]
  - Rakuten GirlsAward 2023 SPRING/SUMMER（2023年5月4日）[119]
  - Rakuten GirlsAward 2023 AUTUMN/WINTER（2023年9月30日）[120]
  - Rakuten GirlsAward 2024 SPRING/SUMMER（2024年5月3日）[121]
  - Rakuten GirlsAward 2024 AUTUMN/WINTER（2024年10月19日）[122]
  - Rakuten GirlsAward 2025 SPRING/SUMMER（2025年5月3日）[123]

### その他
- 2025 TBSバレーボール 応援サポーター（2025年6月16日 - ）[21]

## ディスコグラフィー

### デジタルシングル
| 1st                                      | AWAKE          | 2023年5月12日         | デジタル・ダウンロード | PLAYLIST |
| 2nd                                      | S.W.I.N.G      | 2023年6月9日          | デジタル・ダウンロード | PLAYLIST |
| 3rd                                      | 孤狼           | 2023年7月1日          | デジタル・ダウンロード | PLAYLIST |
| 4th                                      | DeeDooDah      | 2023年10月25日        | デジタル・ダウンロード | PLAYLIST |
| 5th                                      | Lightning      | 2024年1月17日         | デジタル・ダウンロード | PLAYLIST |
| メジャー（ソニー・ミュージックレコーズ） |                |                       |                        |          |
| 6th                                      | Ms.Playlist    | 2024年2月28日         | デジタル・ダウンロード | PLAYLIST |
| 7th                                      | Candy          | 2024年3月29日         | デジタル・ダウンロード | PLAYLIST |
| 8th                                      | NEVERLAND      | 2024年6月5日          | デジタル・ダウンロード | Soleil   |
| 9th                                      | 白く染まる前に | 2024年10月2日         | デジタル・ダウンロード | Soleil   |
| 10th                                     | 猫のいびきで   | 2025年2月28日         | デジタル・ダウンロード | Soleil   |
| 11th                                     | 雨に唄えば     | 2025年6月4日          | デジタル・ダウンロード |          |
| 12th                                     | GRAVITY        | 2025年8月27日（予定） | デジタル・ダウンロード |          |

### CDシングル
| 枚 | タイトル       | 発売日         | 規格品番   | 備考                 |
| -- | -------------- | -------------- | ---------- | -------------------- |
| 1  | AWAKE          | 2023年7月1日   | UXCL-302   | ファンクラブ会員限定 |
| 2  | 白く染まる前に | 2024年12月11日 | SRCL-13098 |                      |

### アルバム
|                                          | 曲名                                     | 発売日                                   | 規格                                     | 規格品番                                 |
| メジャー（ソニー・ミュージックレコーズ） | メジャー（ソニー・ミュージックレコーズ） | メジャー（ソニー・ミュージックレコーズ） | メジャー（ソニー・ミュージックレコーズ） | メジャー（ソニー・ミュージックレコーズ） |
| ---------------------------------------- | ---------------------------------------- | ---------------------------------------- | ---------------------------------------- | ---------------------------------------- |
| 1st                                      | PLAYLIST                                 | 2024年4月10日                            | CD+BD                                    | SRCL-128401（初回限定盤）                |
| 1st                                      | PLAYLIST                                 | 2024年4月10日                            | CD                                       | SRCL-12842（通常盤）                     |
| 1st                                      | Soleil                                   | 2025年3月19日                            | CD+BD                                    | SRCL-13189（初回限定盤）                 |
| 1st                                      | Soleil                                   | 2025年3月19日                            | CD                                       | SRCL-13191（通常盤）                     |

## ライブ

### 対バンライブ
| 年     | 公演名                                                                | 日程            | 会場                                                |
| ------ | --------------------------------------------------------------------- | --------------- | --------------------------------------------------- |
| 2024年 | お台場冒険王2024〜人気者にアイ♡LAND〜                                 | 8月9日          | フジテレビ本社屋 お台場 青海周辺エリア              |
| 2024年 | TOKYO LIGHTS 2024 -Autumn Party- スペシャルライブ with ドローンショー | 11月7日         | 明治神宮外苑 聖徳記念絵画館 及び総合球技場 軟式球場 |
| 2024年 | Livejack 2024 SMASH BEAT SP                                           | 11月24日        | 大阪城ホール                                        |
| 2025年 | TheMusiQuest                                                          | 7月6日          | 国立代々木競技場第一体育館                          |
| 2025年 | ASUTO MUSIC PARK 2025                                                 | 8月31日（予定） | ゼビオアリーナ仙台                                  |

## 書籍

### スタイルブック
- RB17 りゅうびセブンティーン（2021年3月14日、SDP）ISBN 978-4-906953-98-1[143]

### 写真集
- 宮世琉弥 1st写真集『Anew -宮城から世界へ-』（2024年12月24日、SDP）ISBN 978-4-910528-57-1[144]